# Tadeusz Słomka
Tadeusz Słomka (ur. 27 października 1948 w Świątnikach Górnych) – polski geolog, profesor nauk o Ziemi, rektor Akademii Górniczo-Hutniczej im. Stanisława Staszica w Krakowie w kadencjach 2012–2016 i 2016–2020, były prezes zarządu głównego Akademickiego Związku Sportowego.

## Życiorys
Absolwent Technikum Geologicznego w Krakowie, ukończył następnie studia na Wydziale Geologiczno-Poszukiwawczym Akademii Górniczo-Hutniczej w Krakowie. Na tej samej uczelni w 1984 doktoryzował się, a w 1996 uzyskał stopień doktora habilitowanego w oparciu o rozprawę zatytułowaną Głębokowodna sedymentacja silikoklastyczna warstw godulskich Karpat. W 2008 otrzymał tytuł profesora nauk o Ziemi.
Zawodowo związany z macierzystą uczelnią. Przez dwanaście lat był kierownikiem Katedry Geologii Ogólnej, Ochrony Środowiska i Geoturystyki. Był prodziekanem i dziekanem Wydziału Geologii, Geofizyki i Ochrony Środowiska (przed dwie kadencje) oraz prorektorem Akademii Górniczo-Hutniczej (również przez dwie kadencje). W 2012 został wybrany na rektora AGH. W 2016 uzyskał reelekcję na drugą czteroletnią kadencję.
Jest autorem i współautorem około 200 publikacji naukowych z zakresu geologii złożowej, modelowaniu matematycznego złóż kopalin użytecznych, sedymentologii głębokomorskich osadów klastycznych. Objął funkcję prezesa Międzynarodowego Stowarzyszenia Geoturystyki IAGT.
Tadeusz Słomka jest żonaty, ma dwoje dzieci.
W 2016 wybrany na prezesa zarządu głównego Akademickiego Związku Sportowego. Pełnił tę funkcję do 2017.

## Odznaczenia
W 1998 został odznaczony Złotym Krzyżem Zasługi.